# 革叶关木通
革叶关木通（学名：Isotrema scytophyllum）又名银带，为马兜铃科关木通属的植物，是中国的特有植物。分布于中国大陆的贵州、广西，生长于海拔600米的地区，常生长在石灰岩地区灌丛中，目前尚未由人工引种栽培。
檐部裂片平展, 紫红色; 喉口横径小。